# Ličartovce
Ličartovce (in ungherese Licsérd) è un comune della Slovacchia facente parte del distretto di Prešov, nella regione omonima.